# Ocotea caparrapi
Ocotea caparrapi es una especie de planta en la familia Lauraceae. Es nativa de Colombia y se encuentra particularmente en el municipio de Caparrapí, Cundinamarca. Esta especie también es conocida con el nombre de Nectandra caparrapi.

## Nombres comunes
Ocotea caparrapi se conoce también por diferentes nombres comunes, incluyendo "aceite de Caparrapí", "aceituno", "aguarrás", "amacey", "laurel canelo".

## Usos

### Medicina tradicional
Camargo (1969) relata que en Caparrapí, (Cundinamarca) el aceite obtenido de la especie Ocotea caparrapi se usa desde 1889 para combatir fiebres palúdicas, afecciones bronquiales y pulmonares, así como el reumatismo y enfermedades de la piel (eczemas y herpes).
Los indígenas Carare, lo empleaban para tratar la mordedura de serpientes como la "taya" o "la pudridora" (Bothrops asper o Bothrops atrox), para lo cual se toman unas gotas que se aplican sobre la herida. También usaban el aceite de Caparrapí para tratar la mordedura de perros rabiosos y de rayas.
El aceite de Caparrapí se extrae principalmente del duramen. García Bariga, en 1974, cuenta que taladró un ejemplar de Ocotea caparrapi hasta el duramen, introdujo un tubo y sacó gota a gota un aceite de color verde claro y de olor característico, suave y delgado, que se oxidaba a amarillo-anaranjado.
También se utiliza para tratar el "hormiguillo", una afección del casco mular, caballar y del ganado, aplicándolo 2 o 3 veces al día. Otro uso es para tratar la picadura de avispas o, quemando sus hojas, como ahuyentador de mosquitos.
Según el doctor Luis Daniel Convers, también puede ser usado para afecciones de tipo gonorrea y leucorrea. Para ello, se debe cocer las hojas y con esta agua lavar la parte afectada. Para úlceras de la piel se deben tomar 2-5 gotas, 2 o 3 veces al día. El doctor Gabriel Castañeda Usado sugiere la toma de 5 hasta 20 gotas para el tratamiento de la lepra.

### Medicina moderna
El aceite de Caparrapí tiene un índice de refracción muy bajo y puede usarse en microscopía como aceite de inmersión. Martínez, en 1950, aisló a partir de este aceite un alcohol sexquiterpénico denominado "capparropiol".
Desde el aceite de Ocotea caparrapi se logró aislar Caparratriene, un hidrocarburo sesquiterpeno con significativa actividad inhibidora del crecimiento de cáncer.

## Taxonomía
Ocotea caparrapi fue descrito por Armando Dugand y publicado en Rev. Acad. Colomb. 3: 396. 1940.